# 小寶歷險記

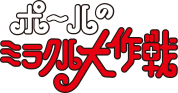
《小寶歷險記》相關圖片

《小寶歷險記》為1976年10月3日～1977年9月11日期間，每週日18:00～18:30播映的日本電視動畫，由「龍之子」公司製作，共50集。台灣由華視以《小寶歷險記》譯名於1977年11月1日～1978年1月1日期間，每週一至週五下午六點至六點三十分以帶狀播出，香港則由麗的電視以《波仔奇遇記》譯名於1979年播出。2000年代以後在台灣曾於JET日本台以《保羅歷險記》譯名重播。

## 主要角色
- 小寶：白川澄子
- 小莉：橫澤啟子
- 貝貝：田野中勇
- 小文：麻上洋子
- 惡魔王（魔王ベルト・サタン）：大平透
- 旁白：此島愛子

## 製作群
- 製作：吉田竜夫
- 企画：鳥海尽三、柳川茂
- 原作：
- 音樂：菊池俊輔
- 總監督：笹川浩
- 製作人：九里一平、柴田勝、永井昌嗣
- 編劇：鳥海尽三、毛利元、滝三朗、久保田圭司、鈴木良武、佐藤直紀
- 演出：笹川浩、上梨満雄、西久保瑞穂、小笠原秀樹、矢沢規夫、佐々木皓一、西牧秀夫、植田秀仁、福島和美、布川郁司
- 作画監督：野部駿夫→福山政敏
- 美術監督：中村光毅
- 人物設定：下元明子
- 美術担当：野々宮恒男、小杉光芳
- 作画担当：福山政敏
- 原動画：加藤興治、飯野孝、佐々木正広、中嶋忠二、上杉楢史、福田、木下有希子、木場実、山崎隆生、坂田筆男、川端宏、沢沼東、丹内司、長谷川憲生、今川道子、徳田悦郎、竹田士郎、丸田知恵子、宮川佳子、桜井真理子、西本初枝、岡田敏靖
- 上色：、竜仕上、
- 錄音指導：水本完
- 錄音：高橋久義
- 効果：加藤昭二（アニメサウンドプロダクション）
- 現像、スキアニメート協力：東洋現像所
- 攝影：諸方範生、結束義博、平山昭夫、原平一、橋本和典
- 剪輯：谷口肇
- 進行：召田和子、椙田隆、酒井澄、細谷満、和久田俊文、西山孝一
- 協力：、
- 制作主任：関口和子
- 制作担当：中野政則（タツノコプロ）、内間稔、大野実（読売広告社）
- 制作：、

## 主題歌
- 片頭曲：

作詞：若林一郎／作曲・編曲：菊池俊輔／演唱：大杉久美子、
- 片尾曲：

作詞：若林一郎／作曲・編曲：菊池俊輔／演唱：大杉久美子、
- 台灣版主題歌：「小寶歷險記」

作詞：鄧鎮湘／作曲：汪石泉／演唱：松江合唱團（兒童隊）
收錄於1977年11月由新黎明唱片所發行的合輯《兒童之歌》第7集 （SLM-5064）中。

## 各集標題
| 集數 | 標題                     | 編劇            | 演出                  |
| ---- | ------------------------ | --------------- | --------------------- |
| 1    |                          | 鳥海尽三        | 笹川浩                |
| 2    |                          | 毛利元          | 上梨満雄              |
| 3    |                          | 滝三朗          | 笹川ひろし 西久保瑞穗 |
| 4    |                          | 久保田圭司      | 小笠原秀樹 矢沢規夫   |
| 5    |                          | 鈴木良武        | 上梨満雄              |
| 6    |                          | 毛利元          | 笹川浩 佐々木皓一     |
| 7    |                          | 佐藤道雄        | 小笠原秀樹 矢沢規夫   |
| 8    |                          | 山本優          | 西久保瑞穗            |
| 9    |                          | 三宅直子        | 上梨満雄              |
| 10   |                          | 高山由紀子      | 西久保瑞穗            |
| 11   | 思い出のニーナの花       | 鈴木良武        | 佐々木皓一            |
| 12   | ドア城の少年             | 山本優          | 上梨満雄              |
| 13   | 夜の怪物アクナイター     | 鳥海尽三 毛利元 | 西久保瑞穗            |
| 14   | 燃えろ炎! もう一度       | 山本優          | 上梨満雄              |
| 15   |                          | 佐藤道雄        | 小笠原秀樹 矢沢規夫   |
| 16   |                          | 鳥海尽三 毛利元 | 西牧秀雄              |
| 17   | ベルト・サタンの角を狙え | 鳥海尽三 毛利元 | 佐々木皓一            |
| 18   | スペード魔女の涙         | 山本優          | 笹川浩 植田秀仁       |
| 19   |                          | 三宅直子        | 上梨満雄              |
| 20   | 悲しみの花火城           | 陶山智          | 小笠原秀樹 矢沢規夫   |
| 21   | 巨大レンズの怒り         | 山本優          | 西牧秀雄              |
| 22   | メカタウンの最後         | 毛利元          | 西久保瑞穗            |
| 23   |                          | 毛利元          | 小笠原秀樹 矢沢規夫   |
| 24   | ユラユラ影よ立ちあがれ   | 山本優          | 上梨満雄              |
| 25   |                          | 山本優          | 西牧秀雄              |
| 26   |                          | 毛利元          | 小笠原秀樹 矢沢規夫   |
| 27   | 聖母マリアの涙           | 山本優          | 植田秀仁              |
| 28   | 音符人間よ平和をよべ     | 加賀美しげ子    | 西久保瑞穗            |
| 29   | よみがえれ! 良心の灯     | 三宅直子        | 鳥海永行 矢沢規夫     |
| 30   |                          | 山本優          | 西牧秀雄              |
| 31   | 太陽を失った野菜人       | 海老沼三郎      | 上梨満雄              |
| 32   | 魔の細菌世界             | 陶山智          | 鳥海永行 矢沢規夫     |
| 33   | 七つの色をとりもどせ     | 毛利元          | 植田秀仁              |
| 34   | パックン故郷へ帰る       | 山本優          | 西牧秀雄              |
| 35   |                          | 加賀美しげ子    | 小笠原秀樹 矢沢規夫   |
| 36   |                          | 山本優          | 上梨満雄              |
| 37   |                          | 山本優          | 上梨満雄              |
| 38   |                          | 山本優          | 植田秀仁              |
| 39   |                          | 吉川惣司        | 福島和美              |
| 40   |                          | 三宅直子        | 西久保瑞穗            |
| 41   |                          | 吉川惣司        | 上梨満雄              |
| 42   |                          | 毛利元          | 矢沢規夫              |
| 43   |                          | 佐藤和男        | 布川郁司              |
| 44   |                          | 三宅直子        | 西久保瑞穗            |
| 45   |                          | 山本優          | 矢沢規夫              |
| 46   |                          | 毛利元          | 植田秀仁              |
| 47   |                          | 山田ひろし      | 島田政子              |
| 48   |                          | 島田政子        | 植田秀仁              |
| 49   |                          | 山本優          | 布川郁司              |
| 50   |                          | 山本優          | 上梨満雄 矢沢規夫     |

## 外部連結
- 龍之子官網介紹頁（日語）
- 小寶歷險記 （页面存档备份，存于）